# Buranlure
El Castillo de Buranlure es un antiguo pequeño castillo en Francia, testigo de la Baja Edad Media y la transición hacia el Renacimiento. Está ubicado en el pueblo de Boulleret, en el Cher (región de Centro-Valle del Loira). 

## Historia
El dominio de Buranlure, lo cual dependía del condado de Sancerre, jugó un papel clave en la región entre el siglo XIV y XVI. En particular se puede destacar a la familia de Bar. 
El castillo fue construido a la orilla del río Loire, entre el reino del rey de Francia (quien vivía en Bourges) y burgundia. Buranlure sirvió de base para el ejército real durante la guerra de 100 años, especialmente en 1420 cuando los anglo-bourguignos tomaron la ciudad de Cosne. 
Durante las guerras de religión, el señor de Buranlure, Antoine de Bar, junto un ejército para apoyar al Marechal de La Châtre, durante el ataque de Sancerre, un lugar protestante. 
Abandonado por la familia de Bar poco a poco, en 1769 fue comprado por la familia Perrinet Langeron. El objetivo de esa compra fue añadir las pasturas del castillo. Los nuevos propietarios convirtieron el castillo en una granja; situación que duró hasta el principio del siglo XXI. El castillo pudo mantener su arquitectura original, ya que mantuvieron el castillo durante siglos.  
A pesar de esto, con el paso de los años el tiempo arruinó al edificio. Después de la Segunda Guerra Mundial, en 1944, el descendiente del dueño, Arnaud de Vogue, lanzó una serie de importantes reparaciones para poder mantener la seguridad del castillo. Buranlure sigue en la misma familia y fue declarado edificio histórico en el mismo 1944.

## Eventos
El castillo se abre cada ano durante las Jornadas Europeas de Patrimonio. 
Varias películas fueron gravadas en Buranlure a medio los años: 
- Le Grand Inquisiteur de Raoul Sangla para Antenne 2 (1979)
- Parking de Jacques Demy, con Francis Huster (1985)
- Dandin de Roger Planchon, con Claude Brasseur, Zabou Breitman (1987)
- Les Trois Mousquetaires (telefilm) (2005)
- Henri IV (2008) de Jo Baier
- La Commanderie (2008)